# Supercoppa Sammarinese 2016
La Supercoppa Sammarinese 2016 è stata la 31ª edizione di tale competizione, ma la 5ª disputata con questa denominazione. Vi hanno preso parte la vincitrice del Campionato Sammarinese 2015-2016 e quella della Coppa Titano 2015-2016

## Tabellino
| Arbitro: | Raffaele Delvecchio |

|                       |           |            |
| Moretti 23’ Rossi 87’ | Marcatori | 3’ Martini |